# Spilosynema ansatum
Espèce
Spilosynema ansatum est une espèce d'araignées aranéomorphes de la famille des Thomisidae.

## Distribution
Cette espèce est endémique du Yunnan en Chine,. Elle se rencontre dans le xian de Mengla.

## Description
Le mâle holotype mesure 3,80 mm et la femelle paratype 3,90 mm, les mâles mesurent de 3,00 à 3,80 mm et les femelles de 3,10 à 4,00 mm.

## Publication originale
- Tang & Li, 2010 : Crab spiders from Xishuangbanna, Yunnan Province, China (Araneae, Thomisidae). Zootaxa, no 2703, p. 1-105.